# Jankovice (Kroměříži járás)
Jankovice település Csehországban, Kroměříži járásban. Jankovice Chomýž, Holešov, Prusinovice és Bystřice pod Hostýnem településekkel határos. Lakosainak száma 417 fő (2024. január 1.).

## Népesség
A település lakosságának változását az alábbi diagram mutatja:
| Lakosok száma | 359  | 379  | 397  | 377  | 334  | 350  | 377  | 385  | 404  | 417  |
|               | 1869 | 1890 | 1921 | 1950 | 1980 | 2001 | 2017 | 2019 | 2022 | 2024 |